# 테크노페미니즘
《테크노페미니즘: 여성 과학 기술과 새롭게 만나다》(TechnoFeminism)은 주디 와이즈먼의 저서이다. 이 책은 기술에서 젠더가 하는 역할에 대해 다루며, 젠더와 기술 사이의 관계를 재구성하고, 여성-기계 관계에 대한 여성주의적 독해를 나타낸다. 하나의 분야로서 여성주의 과학기술(feminist technoscience)의 등장에 주요한 기여를 한 것으로 평가된다. 

## 한국어 번역
- 박진희, 이현숙 역, 《테크노페미니즘: 여성 과학 기술과 새롭게 만나다》, 궁리, 2009년 11월 25일, ISBN 9788958201748.